# Demografía del Reino Unido

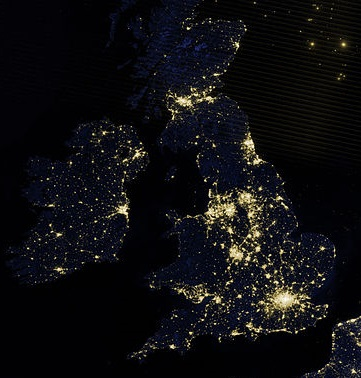
Imagen nocturna de Reino Unido, en el que se pueden ver las ciudades más pobladas.

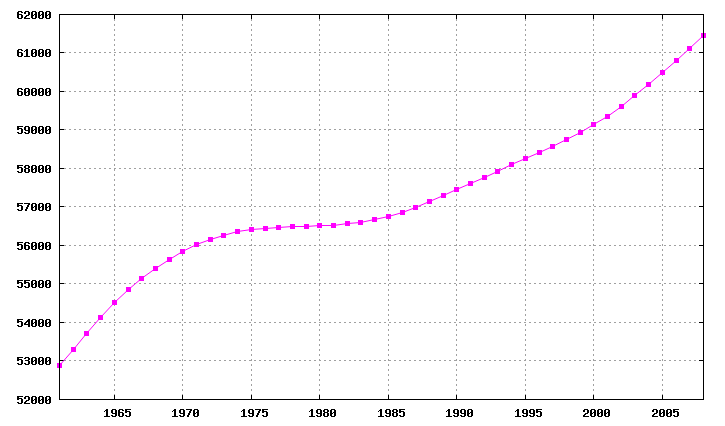
Evolución demográfica.

En 2001, el Reino Unido contaba con una población de 58.789.194 - la tercera más alta de Europa Occidental tras Alemania y Francia, y la número 21 del mundo. En 2006, la población había ascendido a 60.609.153, y en 2022 es de 67.596.281 habitantes. Por lo menos un tercio de la población vive en el sudeste de Inglaterra y es predominantemente urbana y suburbana, con 7,2 millones en la capital de Londres. El alto alfabetismo del Reino Unido (99%) es atribuible a la educación pública universal introducida para el nivel primario en 1870 y el secundario en 1900. Alrededor de un quinto de los estudiantes del Reino Unido asisten a educación postsecundaria. La Iglesia de Inglaterra y la Iglesia de Escocia funcionan como las respectivas Iglesias nacionales en sus respectivos países.
Los británicos contemporáneos descienden principalmente de la variedad de grupos étnicos que se asentaron en el territorio en el siglo XI. Las influencias picta, celta, romana, anglosajona y nórdica fueron mezcladas bajo los normandos, vikingos escandinavos quienes habían vivido en Francia septentrional. A pesar de que idiomas celtas son hablados en Cornualles, Gales, Escocia e Irlanda del Norte, el idioma predominante es el inglés.

## Historia
Evolución histórica de la población de Reino Unido
| Fecha             | Territorio       | Población           | Fuente         |
| ----------------- | ---------------- | ------------------- | -------------- |
| 4000 a. C.        | Gran Bretaña     | 3000                | Johnson, 1992  |
| 2.500 a. C.       | Ibíd.            | 20.000              | Ibíd.          |
| 1000-700 a. C.    | Ibíd.            | 100.000             | Ibíd.          |
| 100 a. C.         | Ibíd.            | 250.000             | Ibíd.          |
| 50 a. C.          | Ibíd.            | 500.000             | Ibíd.          |
| 200               | Ibíd.            | 1.000.000-2.000.000 | Ibíd.          |
| Siglo V           | Ibíd.            | 2.000.000-4.000.000 | Niehues, 2008  |
| 1070              | Inglaterra       | >1.000.000          | Johnson, 1992  |
| 1348              | Ibíd.            | 4.500.000-6.000.000 | Anderson, 1996 |
| 1440              | Ibíd.            | 2.000.000-2.500.000 | Ibíd.          |
| 1558              | Gran Bretaña     | 2.500.000           | Ibíd.          |
| 1603-1625         | Ibíd.            | 4.000.000-4.500.000 | Ibíd.          |
| 1630              | Ibíd.            | 5.600.000           | Ibíd.          |
| 1750              | Ibíd.            | 7.000.000           | Ibíd.          |
| Fines siglo XVIII | Inglaterra Gales | 9.000.000           |                |

## Población

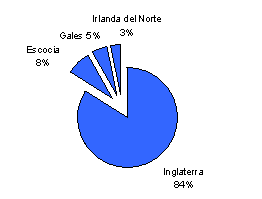
Porcentajes de población por país.

Mapa de densidad de población en el Reino Unido, según el censo de 2011.

La población del Reino Unido en el censo del 2001 era de 58.789.194. Esta se ha elevado a 60.209.500 según estimaciones de la Oficina de Estadísticas Nacionales. En 2011, la población ascendió a 63.182.000, de los cuales 31.029m eran hombres y 32.153m mujeres.
Con base en el censo de 2011 la población de Inglaterra era de 53.012m (84% del Reino Unido), la de  Escocia se estimó en 5.295m (8,4%), la de  País de Gales era 3.063m (4,8%) y la de  Irlanda del Norte 1,811m (2,9%).
Las densidades demográficas de igual forma son sumamente dispares. Mientras la población de Inglaterra se concentra básicamente en grandes áreas metropolitanas (como  Londres, Birmingham, Mánchester y Newcastle), existen vastas regiones del norte de Escocia (como en Highlands) con valores demográficos mínimos.
La densidad media de Inglaterra es de 407 hab/km², la de Escocia es de 67,45 hab/km², la de Gales 140 hab/km² y la de Irlanda del norte es de 122 hab/km².
| Nación constitutiva | Población (mediados de 2016) | Porcentaje (mediados de 2016) |
| ------------------- | ---------------------------- | ----------------------------- |
| Inglaterra          | 55 268 100                   | %84,2                         |
| Escocia             | 5 404 700                    | %8,2                          |
| Gales               | 3 113 200                    | %4,7                          |
| Irlanda del Norte   | 1 862 100                    | %2,8                          |
| Reino Unido         | 65 648 100                   | %100                          |

### Estructura por edad
| Grupo por edad | Población  | Población  | %    |
| Grupo por edad | Hombres    | Mujeres    | %    |
| -------------- | ---------- | ---------- | ---- |
| 0–14           | 5.349.053  | 5.095.837  | 17,2 |
| 15–64          | 20.605.031 | 20.104.313 | 67   |
| 65+            | 4.123.464  |            | 15,8 |

### Fertilidad
- Tasa de fertilidad: 1,66 niños nacidos por mujer
- Edad promedio en que las mujeres tienen su primogénito: 27.2 años

## Crecimiento poblacional
- Crecimiento poblacional: 0.28%

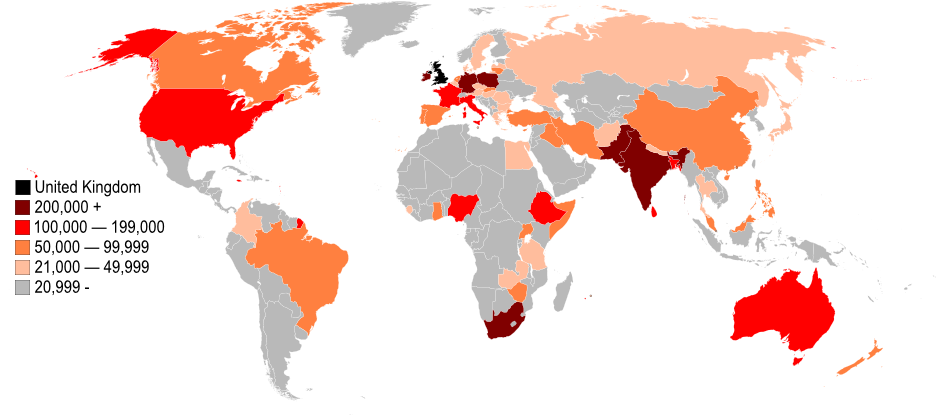
Inmigración en Reino Unido.

  - Tasa de natalidad: 10,67 nacimientos por cada 1000 habitantes
  - Tasa de mortalidad: 10,09 fallecimientos por cada 1000 habitantes 
    - Mortalidad infantil: 5,01 fallecimientos por cada 1000 nacidos vivos

  - Tasa de migración: 2,17 emigrantes por cada 1000 habitantes

### Esperanza de vida
- Población total: 80.3 años
  - Hombre: 79 años
  - Mujer: 81,6 años (2015)

## Grupos étnicos

Mapa que muestra el porcentaje de la población que no es blanca según el censo de 2011.

Demografía étnica del Reino Unido desde 1951 hasta 2011

| Grupo étnico                                                 | 2001       | 2001    | 2011       | 2011    | 2001–2011 |
| Grupo étnico                                                 | Número     | %       | Número     | %       | 2001–2011 |
| ------------------------------------------------------------ | ---------- | ------- | ---------- | ------- | --------- |
| Blancos: Total                                               | 54,153,898 | 92.12%  | 55,073,552 | 87.17%  | 1.70%     |
| Blanco: Viajero irlandés                                     |            |         | 63,193     | 0.10%   |           |
| Asiáticos o Británico Asiáticos: Total                       | 2,578,826  | 4.39%   | 4,373,339  | 6.92%   | 69.58%    |
| Asiáticos o Británicos Asiáticos: Británicos de la India     | 1,053,411  | 1.79%   | 1,451,862  | 2.30%   | 37.82%    |
| Asiáticos o Británicos Asiáticos: Británicos de Pakistán     | 747,285    | 1.27%   | 1,174,983  | 1.86%   | 57.09%    |
| Asiáticos o Británicos Asiáticos: Británicos de Bangladés    | 283,063    | 0.48%   | 451,529    | 0.71%   | 59.51%    |
| Asiáticos o Británicos Asiáticos: Británicos de China        | 247,403    | 0.42%   | 433,150    | 0.69%   | 75.08%    |
| Asiáticos o Británicos Asiáticos: Británicos Asiáticos Otros | 247,664    | 0.42%   | 861,815    | 1.36%   | 247.98%   |
| Negros o Afro-Británicos                                     | 1,148,738  | 1.95%   | 1,904,684  | 3.01%   | 65.80%    |
| Británicos Mestizos                                          | 677,117    | 1.15%   | 1,250,229  | 1.98%   | 84.64%    |
| Otros: Total                                                 | 230,615    | 0.39%   | 580,374    | 0.92%   |           |
| Total Reino Unido                                            | 58,789,194 | 100.00% | 63,182,178 | 100.00% | 7.47%     |

## Religión
| Religión           | Cantidad   | %  |
| ------------------ | ---------- | -- |
| Cristianos         | 38.961.600 | 60 |
| Musulmanes         | 3.246.800  | 5  |
| Otra religión      | 4.545.520  | 8  |
| Sin religión       | 18.182.080 | 27 |
| Religiosos totales | 48.052.640 | 73 |

- Cristianismo en Reino Unido
  - Iglesia Anglicana
  - Iglesia de Escocia
  - Iglesia de Gales
  - Iglesia católica en el Reino Unido
- Islam en Reino Unido
- Ateísmo en Reino Unido
- Hinduismo en Reino Unido
- Sikhismo en Reino Unido
- Judaísmo en Reino Unido
- Budismo en Reino Unido

| Religión en el Reino Unido (2015) | Religión en el Reino Unido (2015) | Religión en el Reino Unido (2015) | Religión en el Reino Unido (2015) | Religión en el Reino Unido (2015) |
| --------------------------------- | --------------------------------- | --------------------------------- | --------------------------------- | --------------------------------- |
| Religión                          | Religión                          |                                   | Porcentaje                        | Porcentaje                        |
|                                   |                                   |                                   |                                   |                                   |
| Cristianismo                      | Cristianismo                      |                                   | 61 %                              | 61 %                              |
| Irreligión                        | Irreligión                        |                                   | 26 %                              | 26 %                              |
| Otras                             | Otras                             |                                   | 8 %                               | 8 %                               |
| Islam                             | Islam                             |                                   | 5 %                               | 5 %                               |

## Lenguas
El Reino Unido no tiene un idioma oficial. El idioma más predominante, hablado por un 95% de los habitantes como primera lengua, es el inglés. El escocés es hablado por alrededor de 1,5 millones de personas en Escocia y 30.000 en Irlanda del Norte, pero su estatus como lengua es controvertido. El galés es hablado por alrededor de 610.000 personas y el gaélico escocés es hablado principalmente en Escocia por alrededor de 60.000 personas. El irlandés es hablado en Irlanda del Norte.

## Alfabetismo
Definición
- Personas sobre los 15 años pueden leer y escribir.

Alfabetismo
- 99% (est. 2003)

## Sexualidad
En noviembre de 2012, se informó que había más de 600 niños viviendo en las calles de Reino Unido, y muchos recurrieron a ejercer la prostitución infantil. 